# ハミルトン (1998年の映画)
『ハミルトン』（原題：Hamilton）は、1998年公開のスウェーデンのサスペンス・アクション映画。
ハラルド・ズワルトが監督を務め、ピーター・ストーメアやマーク・ハミル、レナ・オリンらが出演した。
内容は、スウェーデン軍特殊部隊の中佐が、奪われた核兵器の回収任務を進めるうちに、国際的な陰謀に巻き込まれてゆくというもの。

## 概要
本作は、2001年に3時間のテレビシリーズとして追加編集されたバージョンが放映された。
本作のサウンドトラックには、1998年に発売されたArdisのシングル「No Man's Land」が収録されている。
主役のハミルトンは、ベレッタ 92SBを愛用し、CZ 75オートマチック等も使用する。

## あらすじ
スウェーデン軍の情報将校であるカール・ハミルトン（ピーター・ストーメア）と Åke Stålhandske (Mats Långbacka) は、ロシアのツンドラ地帯でロシア人密輸組織から、「パリ、ワシントン、ニューヨークを灰にできる」とされる1.5メガトン級のSS-20核ミサイルの奪還をCIAから依頼される。すべての証拠を消して任務を遂行したハミルトンたちであったが、二人が壊滅させた密輸組織は単なるおとりであり、本物のミサイルはリビアに密輸されてしまう。一方、ムルマンスクで活動するアメリカの元CIA職員のマイク・ホーキンス（マーク・ハミル）も核ミサイルを探しており、ハミルトンのチームに合流する。

## キャスト
- カール・ハミルトン - ピーター・ストーメア

スウェーデン軍の情報将校
- Tessie - レナ・オリン
- マイク・ホーキンス - マーク・ハミル
- Åke Stålhandske - Mats Långbacka
- Texas Slim - テリー・カーター（英語版）

## 製作
Statoil社は、映画の中で3秒間ロゴを表示するために50万ノルウェークローネ（6万7000ドル）を支払った。マーク・ハミルは最後の戦闘シーンで誤ってピーター・ストーメアを殴ってしまった。